# Belenois victoria
Belenois victoria är en fjärilsart som beskrevs av Dixey 1915. Belenois victoria ingår i släktet Belenois och familjen vitfjärilar. Inga underarter finns listade i Catalogue of Life.